# يسقط الحب (فلم)
يسقط الحب هو فيلم مصري تم إنتاجه عام 1943، تأليف وإخراج إبراهيم لاما و بطولة مديحة يسري وإبراهيم حمودة.

## فريق العمل
إخراج وتأليف: إبراهيم لاما
إنتاج: أفلام لاما المصرية
بطولة:
- مديحة يسري
- إبراهيم حمودة
- ليلى فوزي
- فؤاد الرشيدي
- فاخر فاخر
- سلوى علام